# Cucina qatariota

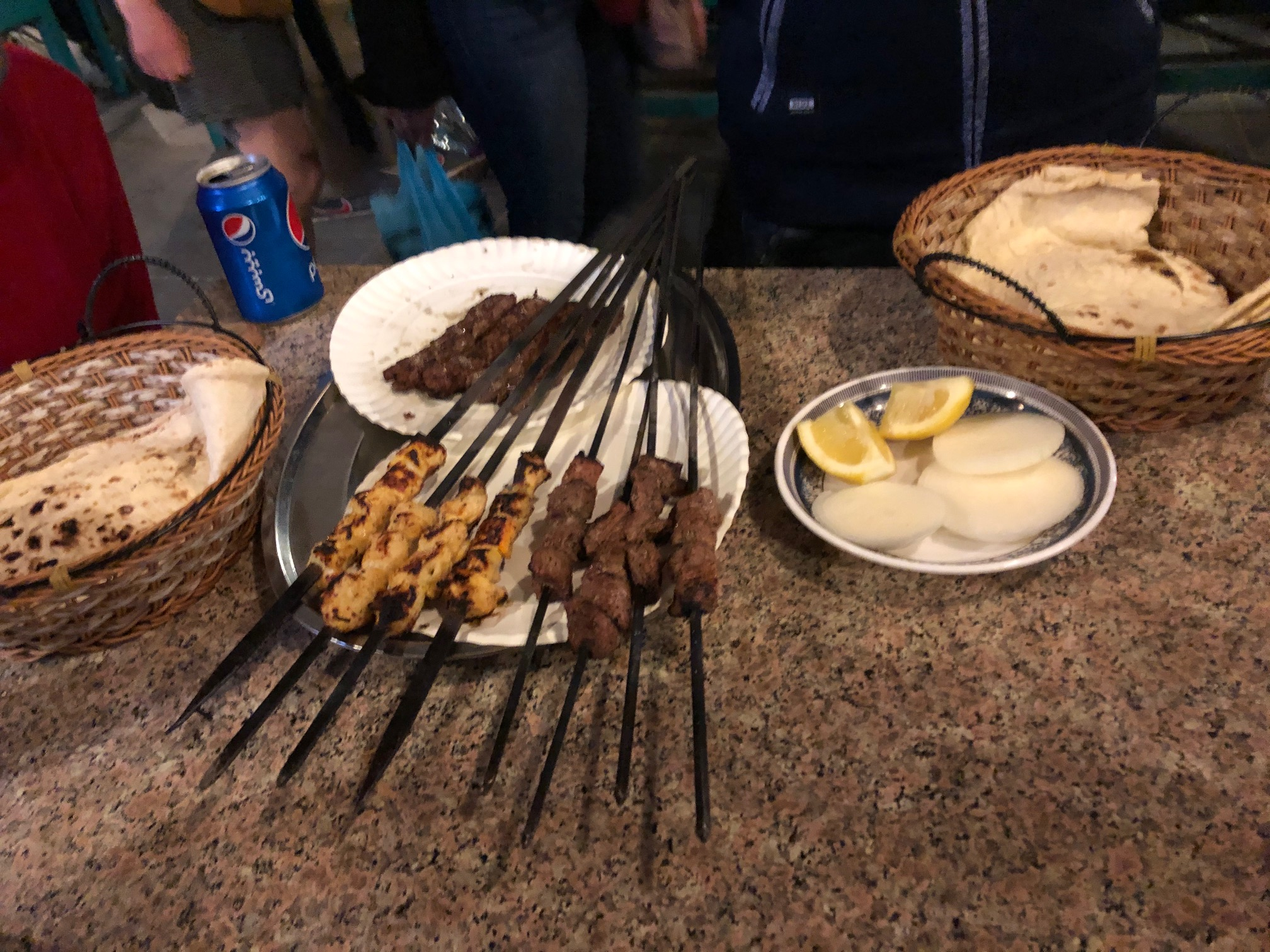
Cibo servito a Doha, capitale del Qatar. Si riconoscono gli spiedini di shawarma e la pita

La cucina qatariota comprende le abitudini culinarie del Qatar. Essa trae spunto dalla sua tradizione beduina, sebbene vi siano presenti numerose specialità di origine egiziana. Inoltre, il grande afflusso di forza lavoro proveniente soprattutto da India, Iran e Nordafrica ne ha ulteriormente arricchito l'offerta culinaria.

## Caratteristiche generali
La dieta qatariota si rifà soprattutto alla cucina araba. Essa si serve di spezie, pur se usate con moderazione, e riso e pane (generalmente pita, un tipo di pane basso) sono immancabili a tavola.
Tradizionalmente i qatarioti consumano tre pasti al giorno. La colazione è piuttosto leggera e prevede yogurt o laban, formaggio, olive e frutta. Il pranzo è invece il pasto più importante della giornata e può consistere in diverse portate. I qatarioti mangiano con la mano destra e possono servirsi del pane per raccogliere gli avanzi del piatto. La cena infine è piuttosto leggera e può comprendere dell'hummus o un sandwich. Ogni pasto viene solitamente accompagnato dalla qabwa, ovvero un caffè denso e speziato con cardamomo e zafferano. Per gli ospiti è buona norma accettare il caffè offerto in segno di gratitudine. Inoltre è consuetudine servire tre tazze di caffè.

## Piatti principali
Una specialità che non può mancare sulla tavola qatariota è l'hummus, una crema a base di ceci, succo di limone e tahina, una salsa a base di olio di sesamo. Il montone è la carne più presente nei piatti qatarioti, seppur nel corso del tempo siano stati introdotti anche il vitello e il pollame. Tra i piatti di carne più annoverati troviamo il ghuzi, un piatto a base di agnello e riso condito con pinoli. Citiamo inoltre lo shawarma, delle fette di agnello o di pollo avvolte in foglie di lattuga e usate come ripieno per la pita, il matchbous, a base di agnello speziato con riso, i wara enab, degli involtini di foglie di vite ripieni di carne e riso e i koussa mahshi, un contorno fatto di zucchine ripiene. Anche il pesce è abbastanza presente: vengono ampiamente consumati granchi, aragoste, tonno, gamberi e dentici.
Con la presenza di immigrati stranieri, in Qatar sono stati introdotti piatti delle cucine pakistana e indiana, come il chapati, un tipo di pane basso del subcontinente indiano, il curry e il lassi, una bevanda a base di latte, nonché diverse spezie come la paprika, la curcuma, il cumino, chiodi di garofano e semi di papavero.
Tè e caffè turco sono le bevande più comuni nel paese, generalmente speziati, mentre le bevande alcoliche sono proibite dalla religione islamica. Tra i dolci più diffusi si annoverano l'eish asaraya, una sorta di cheeskcake, e la mebalabiya, un pudding a base di pistacchio e acqua di rose.